# 丁宗華
丁宗華（1963年—），出生於雲林縣台西鄉。是一位木雕、粉線雕藝術家。 16歲到台北拜師學藝，拜林丹明為師，學習3年4個月的神佛像雕刻。後來回到雲林縣，在四湖鄉建立工作室「丁宗華藝術工坊」。

作品類型：神佛像、鄉村古早味、童年系列、獅子、創意粉線雕。2012年榮獲「臺灣木雕工藝師」認證，也曾參加臺灣工藝競賽、臺灣國際木雕競賽、裕隆木雕創新獎、全國、大墩、雲林、桃城、磺溪美展，獲得佳績。曾到北港海線社區大學、雲林縣元長國小、口湖數位機會中心教學木雕。

## 得獎經歷
(一)認證證明：
| 年   | 認證                                    |
| ---- | --------------------------------------- |
| 2021 | 雲林縣無形文化資產保存技術及保存者-粧佛 |
| 2012 | 第三屆臺灣木雕工藝師                    |

(二)得獎紀錄：

## 外部連結
- 丁宗華的Facebook專頁
- YouTube上的雲林新聞網-四湖木雕師奪磺溪美展立體工藝首獎
- 丁宗華木雕藝術工作坊官方網站

| 年   | 場次                                   | 名次       | 作品名稱     |
| ---- | -------------------------------------- | ---------- | ------------ |
| 2018 | 臺灣工藝競賽                           | 入選       | 嚐           |
| 2018 | 第14屆雲林文化藝術獎─工藝類            | 第二名     | 變           |
| 2017 | 彰化縣第18屆磺溪美展─立體工藝類        | 首獎       | 盼望         |
| 2014 | 全國美術展─雕塑類                      | 銅牌獎     | 畫面         |
| 2014 | 臺灣國際木雕競賽                       | 入選       | 憨孫ㄟ阿嬤惜 |
| 2013 | 第17屆裕隆木雕創新獎─薪傳工藝組        | 銅質獎     | 時光隧道     |
| 2013 | 第16屆裕隆木雕創新獎─薪傳工藝組        | 銀質獎     | 回味         |
| 2012 | 第15屆裕隆木雕創新獎                   | 薪傳工藝獎 | 拋，行       |
| 2011 | 臺中市第16屆大墩美展─工藝類            | 優選       | 尋           |
| 2010 | 嘉義市第14屆桃城美展─雕塑類            | 首獎       | 瞬間         |
| 2009 | 第5屆雲林文化藝術獎─雕塑工藝多元媒材類 | 佳作       | 開襠褲的童年 |